# Чидзонзі
Чидзонзі (*д/н — бл. 1600) — 3-й калонга (володар) Мараві в 2-й пол. XVI ст. Ймовірно до часу його панування відноситься перша європейська згадка про цю державу.

## Життєпис
Походив з клану Фірі. Посів трон після смерті свого стрийка Чінкхоле. Заснував столицю держави — Манхамбу в місцині Нтатакака (сучасна провінція Дедза). Португалець Франческо баррето під час відвідань 1570 року Мотомотапи вперше згадав про Мараві та її правителя (калонгу). Чидзонзі вважається справнім творцем держави, оскільки він намагався систематизувати управління та зміцнити статус центральної влади. Започаткував церемонію обрання та сходження на трон володаря держави — калонга-уфуму.
Розпочав активну загарбницьку політику, підкоривши землі уздовж озера Ньяса до південної частини затоки Нхата (на півночі) і затоки Манкі (на півдні) уздовж східного узбережжя Ньяси. Почалося загарбання південнозахідного берегу верхньої Шире, території, розташовані на захід та північ від Мантімби. Внаслідок цього утворилося ядро держави Мараві. Деякі загони мараві на чолі із Макуа почали до Лікоми, в напрямку узбережжя Індійського океану.
1585 року один з васальних вождів (маураса) Макуа дійшов до португальського форту Сан-Себастьян, що було зведено напвпроти о.Мозамбік. В результаті через Макуа (той заснував біля узбережжя васальне вождіство відоме як Утікуло зі столицею в Тугулу) було встановлено політичні контакти й торгівлю з португальцями. 
1590 року змусив підкоритися мтумбу (військовика) Чікоронго, що зайняв землі біля Замбезі в районі Тете. 1597 року Чидзонзі відправив 2 загони для грабунку земель Мономотапи, проте вони не мали успіху. 
Помер близько 1600 року. Був похований у Нтчеу. Трон перейшов до його небіжа Музури.